# 에어21
에어21(영어: Air21)은 1994년 1월부터 1997년 1월까지 짧은 기간 동안에 존재했던 미국의 저가 항공사이다. 데이비드 밀러(David Miller), 데이비드 J. 밴더럭트(David J. VanderLugt)가 공동 설립했으며 마크 모로(Mark Morro)가 CEO를 맡았다. 본사는 캘리포니아주 프레즈노에 두고 있었으며 포커 F28 펠로우십 64인승 트윈 엔진 제트 항공기를 운영했다.

## 역사
1994년 1월에 데이비드 밀러에 의해 설립되었으며 "당신의 저가 항공사, 21세기를 위한 저가 항공사"라는 슬로건을 사용했다. 경영자이자 임원인 밀러는 캘리포니아주 비세일리아에 있는 작은 신생 항공사의 회계 담당자였던 데이비드 J. 밴더럭트와 함께 항공사를 운영했다.
밀러와 밴더러그는 1994년 10월에 워싱턴 D.C.에 위치한 미국 교통부 청사에서 운영 인증을 위해 필요한 서류를 제출했다. 밀러와 밴더럭트는 1995년 3월에 고찰크 백화점의 CEO였던 마크 모로, 조 레비와 함께 항공사의 IPO 계획을 발표했다. 에어21은 1995년 12월에 승객 운영을 시작했다.
1996년 밸류제트 항공 592편 추락 사고는 대중의 관심을 다시 저가 항공사들의 운항에 초점을 맞추게 하였다. 저가 항공사에 대한 대중의 부정적 인식이 증가하면서 승객 수는 감소했다. 에어21은 1997년 1월에 운항을 중단하면서 파산 절차에 들어갔다. 이르렀다. 1997년 3월에 투자 은행가인 데이비드 월시가 그 회사를 매수하여 항공사를 청산했다.

## 같이 보기
- 미국의 없어진 항공사 목록